# South Haven (Minnesota)
South Haven – miasto w Stanach Zjednoczonych, w stanie Minnesota, w hrabstwie Wright.